# Теорема Віка
Теорема Віка — теорема квантової теорії поля, що визначає процедуру приведення добутку (або хронологічного добутку) польових операторів до зручного для усереднення нормального порядку. При цьому невпорядкований добуток зводиться до суми впорядкованих добутків, помножених на залишки від перестановок (причинні функції). Для упорядкування необхідно змінювати порядок операторів, використовуючи комутаційні співвідношення між ними. Процедуру сформулював Джан-Карло Вік у 1950 році.

## Найпростіший приклад
Нехай потрібно обчислити 
{\displaystyle \langle 0|{\hat {a}}{\hat {a}}^{\dagger }|0\rangle ,}
де {\displaystyle {\hat {a}}^{\dagger }} та {\displaystyle {\hat {a}}} — оператори народження та знищення бозонів. Порядок у цьому добутку не є нормальним, оператор знищення стоїть попереду оператора народження. Комутаційне співвідношення для бозонів:
{\displaystyle {\hat {a}}^{\dagger }{\hat {a}}-{\hat {a}}{\hat {a}}^{\dagger }=1.}
Звідси   
{\displaystyle {\hat {a}}{\hat {a}}^{\dagger }={\hat {a}}^{\dagger }{\hat {a}}+1.}
У першому члені з правого боку оператори вже стоять у правильному порядку.
Тоді 
{\displaystyle \langle 0|{\hat {a}}{\hat {a}}^{\dagger }|0\rangle =\langle |0|:{\hat {a}}{\hat {a}}^{\dagger }:+1|0|\rangle .}
Вакуумне середнє від добутку операторів у нормальному порядку дорівнює нулю, що дає 
{\displaystyle \langle 0|{\hat {a}}{\hat {a}}^{\dagger }|0\rangle =1}.
Теорема Віка встановлює, як таку процедуру виконувати в складніших випадках.

## Формулювання
За теоремою Віка звичайний добуток локальних польових операторів дорівнює сумі всіх відповідних нормальних добутків зі всілякими спарюваннями, включаючи й нормальний добуток без спарювань. Іншими словами, добуток польових операторів {\displaystyle A_{1},A_{2},\dots ,A_{n}} можна представити у вигляді суми нормальних добутків (нормальний добуток позначається двома двокрапками, наприклад, {\displaystyle :{\hat {O}}:}) зі всілякими взаємними спарюваннями (замінами пар операторів на числові - неоператорні функції), тобто у вигляді суми: 
1. нормального добутку без спарювань {\displaystyle :A_{1}A_{2}\ldots A_{n}:}
2. нормальних добутків з одним спарюванням будь-яких двох операторів  {\displaystyle A_{i}} і {\displaystyle A_{j}}:

{\displaystyle \sum _{i\neq j}:A_{1}\ldots A_{i-1}:\underbrace {A_{i}:A_{i+1}\ldots A_{j-1}:A_{j}} :A_{j+1}\ldots A_{n}:}
Тут дужка знизу означає спаровування, в разі операторів бозе-полів, а також те, що потрібно врахувати парність перестановок операторів Фермі від порядку (1, 2,..., I,..., J,..., n) до порядку (i , j, 1,..., i-1, i + 1,..., j-1, j + 1,..., n).
1. нормальних добутків з двома різними спарюваннями.
2. нормальних добутків з трьома різними спарювання і так далі. При цьому {\displaystyle \underbrace {A_{i}A_{j}} } визначено як вакуумне середнє від добутку спарених  операторів:

{\displaystyle \underbrace {A_{i}A_{j}} =\langle 0|A_{i}A_{j}|0\rangle }.
Для хронологічного добутку лінійних операторів вираз відрізняється тільки заміною простого спаровування на хронологічне (позначається дужкою зверху):
{\displaystyle \overbrace {A_{i}A_{j}} =\langle 0|{\mathcal {T}}A_{i}A_{j}|0\rangle }.
Це означає, що будь-який матричний елемент від звичайного або хронологічного добутку N лінійних операторів зрештою виражається через добутки відповідних спарювань. У квантовій теорії поля це призводить до діаграм Фейнмана, в квантовій статистиці — до діаграмної техніки для температурної (термодинамічної) теорії збурень.

## Зовнішні посилання
- stu.alnam.ru/book in qua-72 (рос.)

## Виноски
1. ↑  G.C. Wick The Evaluation of the Collision Matrix, Phys. Rev. 80, 268 - 272 (1950)